# Aurec-sur-Loire
Aurec-sur-Loire település Franciaországban, Haute-Loire megyében. Lakosainak száma 6133 fő (2022. január 1.). Aurec-sur-Loire Saint-Maurice-en-Gourgois, Saint-Paul-en-Cornillon, La Chapelle-d’Aurec, Malvalette, Pont-Salomon és Saint-Ferréol-d’Auroure községekkel határos.

## Népesség
A település népességének változása:
| Lakosok száma | 3620 | 4248 | 4510 | 5229 | 5919 | 6102 | 6111 | 6142 | 6166 | 6133 |
|               | 1968 | 1982 | 1990 | 2006 | 2013 | 2015 | 2017 | 2019 | 2020 | 2022 |